# Szűts István György
Szűts István György (Szekszárd, 1756. november 29. – Pest, 1821. április 20.) bölcseleti doktor, királyi tanácsos, kegyes tanítórendi áldozópap és egyetemi tanár.

## Élete
Szüts Mátyás városi polgár és Mészáros Julia fia. A grammatikai osztályokat szülőhelyén és Baján végezte, a humaniorákat Pécsett és Vácon. 1776. november 14-én lépett a rendbe Privigyén. A noviciátusi év elteltével Kőszegre helyezték, ahol 1772-1782-ben tanította a grammatikai osztályokat. Eközben tanulta a filozófiát, melyet Kecskeméten és Pesten fejezett be, s bölcseletdoktori oklevelet nyert. 1781. november 22-én tett szerzetesi fogadalmat, 1790. augusztus 15-én szentelték pappá.
1789-ig a generale seminariumban, 1791-ig Temesvárt, 1797-ig Szegeden tanított. Midőn itt megnyíltak a líceális osztályok, a bölcseletnek első tanára volt. A pesti gimnáziumban a logikának és metafizikának tanára volt, egyúttal 1797. április 27-től 1820. szeptember 26-ig az egyetemen a bölcselet rendes tanára, 1800-ban a kar dékánja, 1807-ben az egyetem rektora. Közben a piarista rend káptalana előbb consultornak, majd provinciális asszisztensnek választotta meg. 24 évi egyetemi tanársága után királyi tanácsosi címmel nyugalomba vonult.

## Művei
- Tentamen publicum ex universa metaphysica in reg. scientiarum universitate Pesthiensi exhibitum anno 1808. ex praelectionibus I. G. Sz. Defenderunt Latkóczy Carolus etc. Pesthini
- Tentamen publicum et philosophia tradita in reg. scient. universitate hungarica. Exhibitum anno 1808. Ex praelectionibus... Defenderunt A. L. etc. Uo.

Kéziratban sajtó alá rendezve: Psychologia empirica, Historia philosophiae, Logica, Metaphysica, Philosophia practica.